# Фаддей Витовницкий
Фаддей Витовницкий (в миру Томислав Штрабулович, серб. Томислав Штрбуловић; 6 [19] октября 1914, Витовница, община Петровац-на-Млави, Браничевский округ, Сербия — 14 апреля 2003, Бачка-Паланка, община Бачка-Паланка, Южно-Бачский округ, Сербия) — архимандрит. Один из наиболее почитаемых старцев Сербской православной церкви конца XX — начала XXI веков.

## Биография

### До окончания войны
Будущий старец Фаддей родился в селе Витовница, которое входит в общину Петровац-на-Млави, находящуюся в Браничевском округе, Сербии 6 (19) октября 1914 года.
Мальчик родился прямо на городской ярмарке, он был недоношенным, семимесячным и очень слабым.
Поэтому родители поспешили сразу окрестить его, в этот день отмечалась память апостола Фомы, и мальчика окрестили Томиславом.
Существует легенда о том, что мальчик открыл глаза только после крещения.
Мама Томислава умерла, когда он был маленьким, и отец женился второй раз. Через какое-то время умерла и вторая жена, после этого отец женился в третий раз. С мачехами у Томислава отношения складывались плохо, дома были постоянные упрёки. В среде сверстников мальчик тоже не находил общения, и взрослея, погружался в себя всё больше. Невзирая на трудности дома, он окончил школу с отличием.
Несмотря на мечты о монашестве, по настоянию отца, пришлось поступать в ремесленно-торговое училище, чтобы учиться на портного. Позже монах Фаддей говорил о своём детстве словами: «Я с детства понимал, что существует служение: родители служат детям, дети служат родителям; и тогда мне пришла мысль, что если один служит другому, то и я хочу служить — Богу, потому что Он надо всем».
В 1932 году, когда ему было восемнадцать лет, в Томиславе окрепло желание стать монахом и он подал прошение в близлежащий монастырь Горняк. Примерно в это же время врачи диагностировали у мальчика туберкулёз и прописали сложное и болезненное лечение, по мнению специалистов без него он не смог бы прожить и пяти лет.
Это мнение врачей стало поворотной точкой в судьбе Томислава, позже он вспоминал об этом решении: «Я решил больше не жить для этого мира, а посвятить свои краткие дни до смерти Господу»; приняв это решение, он под собственную ответственность ушёл из больницы.
К тому времени прошло около года с момента, как он обратился в монастырь Горняк, и Томислав пришёл к настоятелю монастыря поговорить о том, как стать послушником.
Получилось, что их разговор слышал один русский монах, и на следующий день он сказал мальчику о том, что недалеко есть монастырь, житие в котором совпадает с представлениями Томислава. Позже отец Фаддей вспоминал его слова: «Я вчера слышал твой разговор с настоятелем. Ты не найдёшь ни в одном из здешних монастырей того монашества, каким ты себе его представляешь. Такое устройство есть только в монастыре Мильково. Там собрались русские монахи, бежавшие из Валаамского монастыря. Ты должен идти туда — там ты найдёшь то, чего ищет твоя душа».
24 июля 1932 года он пришёл поступать послушником в Мильков монастырь. Позже он вспоминал о том, что он сразу встретился с настоятелем — архимандритом Амвросием (Кургановым), который в свою очередь являлся духовным чадом преподобного Амвросия Оптинского. Этот монастырь был русско-сербским, в нём жило тридцать монахов, Томислав поневоле выучил русский язык, что позволило ему получить доступ к изданиям на русском, чем он пользовался до конца жизни.
Сам монах позже отмечал, что не имел возможности найти опытного духовника-современника, он учился по книгам святых отцов, читая разные боговдохновенные произведения, труды по богословию и наставления.
В этом монастыре молодой человек близко познакомился с иеромонахом Иоанном Максимовичем, они много беседовали за монастырскими послушаниями. Он прожил в Мильково год, и после того как в мае 1933 года настоятель скончался, и обстановка в монастыре изменилась. Несколько монахов перешли в монастырь Горняк, с ними пошёл и послушник Томислав.
В начале 1935 года он был в монастыре Горняк, где игуменом Серафимом был пострижен в монаха с именем Фаддей.
19 мая (1 июня) 1935 года там же рукоположён в иеродьякона, несмотря на прогнозы врачей дожил до 1938 года, в начале которого отец Фаддей был рукоположён в сан иеромонаха.
Патриарх Гавриил (Дожич) направил Фаддея в Печскую Патриархию как «самого младшего иеромонаха в монастыре».
Он прожил в монастыре до начала Второй мировой войны, и когда в апреле 1941 года началась Югославская операция, пять монахов монастыря, в том числе и отец Фаддей, бежали в Белград.
На время войны он жил в монастыре Раковица до 1943 года, когда был арестован оккупационными властями, они приговорили монаха к смерти.
По словам самого отца Фаддея, в заключении к нему явился Ангел Господень, который показал ему дальнейший путь жизни.
Отец Фаддей прошёл через тюрьмы городов Петровец и Пожаревац, и 5 марта был переведён в монастырь Войловица.
Иеромонах Василий Костича пишет о том, что отец Фаддей был не в лучшем состоянии, когда был переведён в это место заключения.
13 марта он уже сослужил Литургию со владыкой Николаем (Велимировичем).

### После войны
Какое-то время (с конца 1970-х по 1981 год) Фаддей Витовницкий жил в монастыре Туман, где он был духовником сестричества.
В это время его начали посещать паломники и кающиеся, был большой наплыв людей, к старцу приезжали автобусы людей.
Отец Фаддей принимал круглыми сутками, по воспоминаниям паломников он часто не ложился спать, в 1986 году один из паломников заявил о том, что в свои 72 года старец нёс подвиг всенощного бдения (отказа от сна).
Для него всенародная известность стала тяжёлой нагрузкой, он сам говорил «когда мы молимся за других, то принимаем на себя часть их страданий».
Здоровье старца слабело, в 1992 году у него случился инфаркт, в 1996 году у отца Фаддея был второй инфаркт.
Примерно к этому же времени относится шутливый ответ старца на вопросы о прозорливости: «Ну да, вот заберусь на подоконник и далеко вижу…»
Отец Фаддей отдавал себя служению людям вплоть до начала 2000-х годов.

архимандрит Иоанн (Радосавлевич):

Народ всего Витовницкого края, да всей страны, почитает его как великого, исключительного духовника, молитвенного монаха и подвижника. Многие жители Белграда потрясены его наставлениями и советами. Его благообразный лик седого одухотворённого старца словно озарён светом и радостью. Такие духовники — благодатный дар Божий в наше суровое время— 2001 год
В конце жизни старец тяжело болел и пребывал в крайней немощи. Он жил в Бачке-Паланке, в доме Слободана Грубора.
Там и скончался в ночь на 1 (14) апреля 2003 год.
Похоронен в монастыре Витовница.